# 내슈빌 사운드
내슈빌 사운드(Nashville sound)는 1950년 중엽 미국 컨트리 음악에서 발흥한 세부장르다. "부드러운 현악과 코러스" "세련된 배경 보컬" "부드러운 박자"로 대표되는 내슈빌 사운드는 1940년대에서 1950년대 사이 가장 유행했던 거친 홍키 통크 음악의 차트 지배를 대신하게 된다. 장르의 의도는 "로큰롤의 흥기로 대손상을 입은 컨트리의 판매고를 부흥시키는 것"이었다.
내슈빌 사운드는 테네시주 내슈빌의 RCA 빅터, 컬럼비아 레코드, 데카 레코드 임원들이 개척했다. RCA 빅터의 매니저 겸 프로듀서 쳇 앳킨스, 프로듀서 스티브 숄스, 오웬 브래들리, 밥 퍼거슨, 녹음 엔지니어 빌 포는 유행하는 홍키 통크 음악을 "부드러운" 1950년대 대중음악의 요소로 대체하고 "번드르르한" 프로듀싱과 팝 음악의 구조를 사용해 내슈빌 사운드를 발명했다. 프로듀서들은 내슈빌 A-팀으로 알려진 소규모의 세션 음악가들에 의지했다. 이들의 빠른 적응성 및 창조력은 그들을 히트 제작 과정에서 필수 요건으로 만들었다. 아니타 커 콰르텟은 1960년대 초 핵심 보컬 백 그룹이었다. 1960년 《타임》지는 내슈빌이 "뉴욕에 버금가는 국내 두 번째 규모의 녹음 프로듀싱 중심지로서 할리우드의 이목을 끈다"고 보도했다.
문헌상 "내슈빌 사운드"가 처음 언급된 곳은 1958년 뮤직 리포터가 작성한 짐 리브스 기사에서 발견된다. 1960년 《타임》이 게재한 리브스 기사에 다시 출연한다. 일부 논평가들은 여러 녹음들이 내슈빌 사운드의 확립에 도움을 주었다고 확신한다. 컨트리 역사가 리치 키엔즐은 1956년 11월 녹음된 퍼린 허스키의 히트곡 〈Gone〉이 "내슈빌 사운드가 향할 길을 잘 가리켜 놓은 것인지 모른다"고 말한다. 작가 콜린 에스콧은 1957년 2월 녹음된 짐 리브스의 〈Four Walls〉을 "최초의 '내슈빌 사운드' 레코드"로 명언한다. 그리고 그해 말 쳇 앳킨스가 프로듀싱한 돈 깁슨의 〈Oh Lonesome Me〉를 거론하며 그가 내슈빌 사운드의 가장 핵심적인 창시자인 이유라고 주장한다.
수필 《수많은 가슴앓이: 위대한 컨트리 음악 싱글 500장》에서 데이비드 캔트웰은 1956년 7월 녹음된 엘비스 프레슬리의 로큰롤 〈Don't Be Cruel〉을 소위 내슈빌 사운드로 일컫는 새 시대의 촉발원이 되었다고 천명한다. 그렇지만, 캔트웰은 보컬 코러스가 사용된 초기 내슈빌 음원과 프레슬리의 노래가 컨트리 시장을 겨냥하지 않았다는 사실을 고려하지 못했다.
내슈빌 사운드에 대해 오웬 브래들리는 다음과 같이 논평한다. "우리는 컨트리 음악에서 피들과 스틸 기타를 빼고 코러스를 집어넣었다. 하지만 거기서 주저하지 않았다. 신선함을 유지하기 위해 늘 개발되어야 했다."

## 같이 보기
- 내슈빌 A-팀